# バンプロジェクト
有限会社バン・プロジェクトは、神奈川県横浜市港北区にある1/24プラモデルを使用したスロットカーのシャーシメーカー。プラモデルボディをスロットカーに取り入れた草分け的存在。
シャーシ製品名は、「プラフィット」。
スロットカーを実車さながらのレース競技へと引き上げる為、常にスピード、操作性、メンテナンス性の向上をシャーシ設計に取り入れている。
同社の走行性能を維持しつつ、ホイルベース、トレッドを好みのボディに合わせて自由自在に変えられる柔軟性のあるシャーシは海外でも高く評価されている。
他のシャーシメーカーには、さかつうがある。スピードのバンプロ、作り込みのさかつうと客層が分かれていた。しかし、3代目シャーシ「プラフィット・エクセル」の登場により作り込みも容易となった為、さかつうシャーシを駆逐するかたちとなった。
2003年4代目シャーシ「プラフィット3」の登場により、さらにシャーシ性能が向上。プラモデルのボディを使用したスロットカーとしては世界No.1のシャーシメーカーとなった。
近年では1/32スケールのボディに合わせたシャーシの開発、販売も行っている。
また、シャーシの開発、販売だけでなくサーキットの運営も行っており、従来は1/24が主であったが、近年では1/32スケールの営業サーキットも運営している。
2023年3月末をもって北新横浜のサーキットは閉店。
今後は製造メーカーとなる。